# پودویژانکا
پودویژانکا (به لهستانی:  Podwieżanka) یک روستا در لهستان است که در گمینا چژه واقع شده‌است.